# Rainbow Bridge (Utah)
A Rainbow Bridge (Szivárvány híd) Utah államban (Amerikai Egyesült Államok) található természetes híd. Sokan a világ legnagyobb természetes hídjának tartják.
A híd fesztávolsága 84 m, ez 2007-ben végzett lézeres mérés szerint 71 m volt. A kőhíd a tetején 13 m vastag és 10 m széles.

## Méretek, versenytársak
Utah államban van még két hasonló természetes képződmény, a Kolob Arch és a Landscape Arch, melyek néhány méterrel hosszabbak, mint a Rainbow bridge, de definíció szerint ezek nem kőhidak, hanem (természetes) boltívek. A Rainbow bridge a 88 méteres magasságával felülmúlja a hosszabb versenytársait, de a Csádban található Aloba Arch a 120 méteres magasságával listavezető. A világ legmagasabb boltíve a Shipton's Arch (Töshük Tagh) Kinában, mely nem annyira fotogén, de a magassága 370 m. Végül a kinai Xianren Bridge (Tündérhíd) a 90 méteres fesztávolságával és 64 méteres magasságával a legnagyobb fesztávolságú hídszerű képződmény  a világon. A Rainbow Bridge a legkönnyebben elérhető nagy természetes kőhíd a világon. Page kikötőjéből (Powell-tó) két órás hajózás után és rövid, 800 méteres sétával elérhető a látványosság.

## Geológia
A Rainbow Bridge homokkőből alakult ki a Triász és a Jura időszakokban. A váltakozó szélsőséges időjárás különböző keménységű homokkőrétegeket alakított ki. A Jura végére a tenger visszatért, befedte és olyan szorosan nyomta össze a homokkövet, hogy az a mai napig ellenáll az időjárás viszontagságainak.

## Történet
A Rainbow bridge már évszázadok óta ismert az őslakosok körében. A pueblo, majd az őket követő pajút és navahó törzsek nevezték el a hidat szivárványhídnak, eredeti nyelvükön ‘Nonnezoshe’, ami azt jelenti, hogy "a szivárvány, mely kővé változott". Ma is számos indián család lakik a közelben. 1800 körül láthatta meg először európai ember ezt a természeti jelenséget, és 1909-ben publikálták a nagyvilágnak. 1910 májusában William Howard Taft elnök rendeletet adott ki, hogy hozzák létre a Rainbow Bridge National Monument-et (Rainbow Bridge Nemzeti Emlékmű). A Rainbow Bridge öt indián törzs szent helye és ezért csak engedéllyel lehet idegeneknek megtekinteni.

## Képgaléria
|  |  |

## Fordítás
Ez a szócikk részben vagy egészben  a   Rainbow Bridge National Monument című angol Wikipédia-szócikk ezen változatának fordításán alapul.  Az eredeti cikk szerkesztőit annak laptörténete sorolja fel. Ez a jelzés csupán a megfogalmazás eredetét és a szerzői jogokat jelzi, nem szolgál a cikkben szereplő információk forrásmegjelöléseként.

## További Információk
- http://www.nps.gov/rabr/index.htm
- https://www.google.hu/search?q=grand+canyon&rlz=1W1ADRA_hu&tbm=isch&tbo=u&source=univ&sa=X&ei=gICUUZDWL6ej4gSJ74HgCw&ved=0CHYQsAQ&biw=1280&bih=757
- http://www.bobspixels.com/kaibab.org/